# Asadipus phaleratus
Asadipus phaleratus là một loài nhện trong họ Lamponidae. Loài này được phát hiện ở West-Úc, Nam Úc và Queensland.